# Осечув
Осечув (пол. Osieczów, нім. Aschitzau) — село в Польщі, у гміні Осечниця Болеславецького повіту Нижньосілезького воєводства.
Населення — 345 осіб (2011).
У 1975-1998 роках село належало до Єленьоґурського воєводства.

## Демографія
Демографічна структура станом на 31 березня 2011 року:
|          | Загалом | Допрацездатний вік | Працездатний вік | Постпрацездатний вік |
| -------- | ------- | ------------------ | ---------------- | -------------------- |
| Чоловіки | 179     | 38                 | 124              | 17                   |
| Жінки    | 166     | 29                 | 97               | 40                   |
| Разом    | 345     | 67                 | 221              | 57                   |